# August Fresenius (Schriftsteller)
August Fresenius (geboren am 25. April 1789 in Friedberg in Hessen; gestorben am 8. Dezember 1813 in Homburg vor der Höhe) war ein deutscher Dramatiker und Lyriker.

## Leben
Fresenius war der Sohn des hessischen Hofrats Johann Christian Ludwig Fresenius (1749–1811) und von Antoinette Elisabeth, geborene Runkel. Er hatte zuerst Hauslehrer und besuchte dann die Augustinerschule in Friedberg. Ab 1811 studierte er Theologie an der Universität Gießen, wo er  mit Friedrich Ludwig Weidig Freundschaft schloss, dem späteren Mitverfasser des Hessischen Landboten. Im gleichen Jahr 1811 wechselte er an die Universität Heidelberg, wo sich seine Interessen auf alte Sprachen und Literatur verlagerten. Schon während seines Studiums hatte er als Hauslehrer unterrichtet, im Juli 1813 wurde er Schulrektor in Homburg vor der Höhe. Im Dezember 1813 starb er dort an einem „Nervenfieber“.
1812 hatte Fresenius er einen Band mit Gedichten veröffentlicht, nachdem erste Gedichte schon in dem Heidelberger Taschenbuch auf das Jahr 1812 erschienen waren. Der Gedichtband enthielt auch einige Szenen aus einem Trauerspiel Thomas Aniello. Scriba zufolge soll Fresenius „nach dem einstimmigen Urtheil seiner vertrautesten Freunde“ das ganze Stück im Sommer 1811 in Heidelberg innerhalb von sieben Wochen geschrieben haben. In den Gedichten werden die abgedruckten Teile jedoch ausdrücklich als Scenen aus einem noch zu vollendenden Trauerspiele bezeichnet.
Nach seinem Tod wurde auf Veranlassung von Fresenius’ Lehrer Heinrich Voß von Friedrich de la Motte Fouqué der Thomas Aniello als erster Band Hinterlassener Schriften herausgegeben und auf Kosten von Fresenius’ Mutter und Geschwistern gedruckt. Weitere Bände der Schriften sind nicht erschienen. 1820 erschien der Thomas Aniello als Einzelveröffentlichung in zweiter Auflage.
Der Thomas Aniello ist ein teils in Prosa, teils in fünfhebigen Jamben verfasstes, durch häufige Szenenwechsel und derbe Volksszenen an Stücke des Sturm und Drang erinnerndes Freiheitsdrama, in dem Ludwig Börne „eine große, obzwar noch wilde ungezähmte Kraft“ und sogar „Shakespearegeist“ bemerkte. Hauptfigur ist Masaniello, der Führer des Volksaufstand in Neapel 1647. Der Stoff wurde zuvor schon mehrfach bearbeitet, zuerst 1683 in dem Trauerspiel Masaniello von Christian Weise, als Material diente Fresenius offenbar der historische Roman Masaniell von August Gottlieb Meißner, Anregungen können aber auch von Weidig gekommen sein. Als „Revolutionsstück eines jung verstorbenen, mit Weidig befreundeten hessischen Dichters“ wurde der Thomas Aniello wiederholt Georg Büchner zugeschrieben.

## Werke
- Gedichte. Darmstadt 1812, Digitalisat.
- Hinterlassene Schriften. Erster Band. Thomas Aniello. Herausgegeben von Friedrich Baron de La Motte Fouque. Frankfurt am Main 1818, Digitalisat. 2. Aufl.: Thomas Aniello. Demmert, Frankfurt am Main 1820, Digitalisat.
- Thomas Aniello. Historisches Drama in 5 Acten. Frei für die Bühne bearbeitet von Ernst Hermann Adolf Hallenstein. Zum Erstenmal aufgeführt auf dem Stadt-Theater zu Frankfurt am Main, den 23. Oktober 1843. o. O. ca. 1850, Digitalisat.